# Besenyő János
Besenyő János (Eger, 1972. szeptember 30. –) nyugállományú ezredes, egyetemi tanár.

## Kutatási területe
Kutatási területei Afrika újkori és legújabb kori történelme, a migráció és a Közel-Kelet, valamint békefenntartás, katonai logisztika, magyar békefenntartó műveletek Afrikában, különös tekintettel Nyugat-Szaharára. Ezenfelül a politikai kultúrák összehasonlítása, politikai kommunikáció és interkulturális kommunikáció, gyerekkatonaság intézménye, DDR programok Afrikában, terrorizmus, kritikus infrastruktúra védelem, illetve a keresztény-muzulmán szembenállás a kontinensen. Több alkalommal szolgált Afrikában (Nyugat-Szahara, Darfur) és Afganisztánban. Hadtudományi doktori fokozatát 2011-ben szerezte a Zrínyi Miklós Nemzetvédelmi Egyetemen. Oktatóként tanít az Óbudai Egyetem Biztonságtudományi Doktori Iskolában, az ELTE Történelemtudományi Doktori Iskolában, az EKE Történelemtudományi Doktori Iskolában és a Nemzeti Közszolgálati Egyetem Hadtudományi Doktori Iskolában.

## Elismerései
- Bánki Donát díj
- Belügyminiszteri Elismerő Oklevél
- Belügyminisztertől személyre szóló tárgyjutalom (dísztőr)
- African Union Service Medal (Sudan)
- European Security Defence Policy Service Medal (Darfur)
- Meritorious Service Medal (South Carolina MIlitary Department)
- Bátorságért Érdemjel
- Magyar Köztársasági Érdemrend Bronz Érdemkeresztje
- Babérkoszorúval ékesített Arany Szolgálati Érdemjel
- Szolgálati Érdemjel Arany fokozata
- Szolgálati Érdemjel ezüst fokozata
- Tiszti Szolgálati Jel II. fokozata
- Tiszthelyettesi Szolgálati Jel III. fokozata
- Migrációs válsághelyzet kezeléséért Szolgálati Jel
- Békefenntartásért Szolgálati Jel (Nyugat-Szahara)
- Békefenntartásért Szolgálati Jel (Szudán)
- Árvízvédelemért Szolgálati Jel

## Pályája
Több mint 31 éven át hivatásos katonaként szolgált, tiszthelyettesből lett ezredes. 1994–1997 között a Szent Pál Akadémia teológus szakán, 2006–2008 között pedig a ZMNE BJKMFK védelemigazgatási menedzser szakán folytatta tanulmányait. 2010-ben a ZMNE-n PhD fokozatot a hadtudományok területén, majd 2017-ben az ELTE-n habilitált doktori címet szerzett. 2014-ben létrehozta a Honvéd Vezérkar Tudományos Kutatóhelyét, amelynek 2014–2018 között a vezetője volt. 2018 szeptemberétől az Óbudai Egyetem Biztonságtudományi Doktori Iskolájában oktat egyetemi tanárként (professzor).

## Szerkesztőbizottsági tagság
- Honvédségi Szemle (2014–2018)
- Hadtudomány (2014–2019)
- Proelium (Portugál Katonai Akadémia tudományos lapja, 2016-tól)
- Journal of Human Trafficking (2019-től)
- Terrorism and Political Violence (2017-től)
- Obrana a strategie (Cseh Katonai Akadémia tudományos lapja, 2023-tól)
- Defence Science Review (Lengyel Katonai Műszaki Akadémia tudományos lapja 2017-től)
- Afrika Tanulmányok (2012-től)

## Szervezetekben betöltött tagságai
- European Expert Network on Terrorism Issues, (https://web.archive.org/web/20200227184718/https://www.european-enet.org/EENeT/EN/Home/home_node.html)
- Western Sahara International Academic Observatory, (https://web.archive.org/web/20200227184711/http://ouiso.recherche.parisdescartes.fr/)
- Center for studies on Western Sahara, University of Santiago de Compostela, (http://www.usc.es/en/institutos/ceso/Organizacion.html)

## Magánélet
Nős. Két fiú és egy leány apja.